# بطولة تونس لكرة السلة للرجال 2008–09
بطولة تونس لكرة السلة للرجال 2008–09 هو الموسم رقم 54 من بطولة تونس لكرة السلة للرجال.

فاز بهذا الموسم النجم الرياضي الساحلي.

## روابط خارجية
- الموقع الرسمي للجامعة التونسية لكرة السلة.